# Wallis és Futuna zászlaja
Uveában már a 19. században vörös zászlót használtak, amelyet fehér keresztpánt díszített. A kereszttel a Mária Társaság szerzetesei, az első francia misszionáriusok látták el a zászlót, amikor megalapították az itteni missziót. 
Amikor 1886-ban Wallis királynője elfogadta a francia protektorátust, megállapodás született arról, hogy a felsőszögben megjelenik a francia trikolór.

## A helyi királyságok zászlajai
A franciák három apró helyi királyságot ismernek el, ezek saját felségjelvényekkel rendelkeznek:

Alo Királyság
Sigave Királyság
Uvea Királyság

## Történelmi zászlók

Uvea Királyság (1860–1886)
Uvea Királyság (1886–1887)
Uvea királyi felségjelvénye (1837–1858)
Uvea királyi felségjelvénye (1858–1887)
Wallis és Futuna nem hivatalos zászlaja (1887–1910)
Wallis és Futuna nem hivatalos zászlaja (1910–1958)
Wallis és Futuna zászlaja (1958–1985)